# Siegfried Wolff
Siegfried Wolff is een Surinaams bestuurder en politicus. Hij was tot 2015 directeur op en van 2015 tot 2017 minister van Openbare Werken.

## Biografie
In zijn vrije tijd is Siegfried Wolff een actief biljarter die meespeelt in competities van de Surinaamse Biljart Bond.
Tot 2015 was hij directeur van Openbaar Groen bij het ministerie van Openbare Werken.
Na de verkiezingen van 2015 trad hij aan als minister van Openbare Werken in het tweede kabinet Bouterse. Begin 2017 was er al langere tijd sprake dat hij zijn functie zou moeten afstaan bij een volgende reshuffling. Hij werd uiteindelijk op 1 februari 2017 opgevolgd door Jerry Miranda.